# Mélicourt
Mélicourt ist eine französische Gemeinde mit 92 Einwohnern (Stand: 1. Januar 2022) im Département Eure in der Region Normandie (vor 2016 Haute-Normandie); sie gehört zum Arrondissement Bernay und zum Kanton Breteuil. Die Einwohner werden Goulafriérois genannt.

## Geographie
Mélicourt liegt etwa 50 Kilometer westsüdwestlich von Évreux an der Charentonne. Umgeben wird Mélicourt von den Nachbargemeinden Saint-Pierre-de-Cernières im Norden, La Haye-Saint-Sylvestre im Osten, Notre-Dame-du-Hamel im Süden sowie Saint-Denis-d’Augerons im Westen.

## Bevölkerungsentwicklung
| Jahr                      | 1962 | 1968 | 1975 | 1982 | 1990 | 1999 | 2006 | 2013 |
| Einwohner                 | 106  | 114  | 129  | 112  | 80   | 71   | 88   | 89   |
| Quelle: Cassini und INSEE |      |      |      |      |      |      |      |      |

## Sehenswürdigkeiten

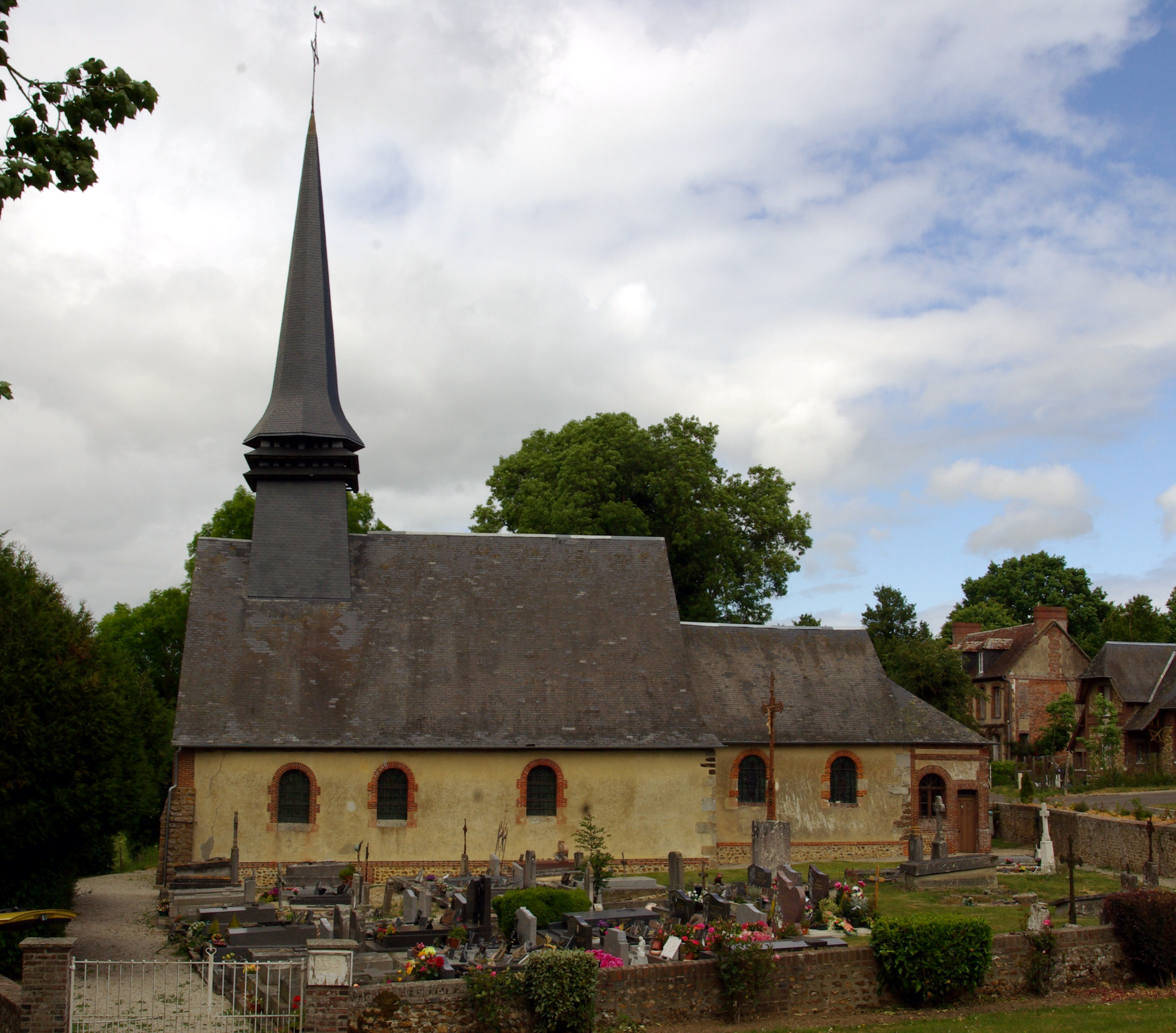
Kirche Saint-Ouen

- Kirche Saint-Ouen